# Antonius Tencalla
Antonius Tencalla (také Antonio; Bissone, nyní kanton Ticino, Švýcarsko – 1628 v císařském kamenolomu v Maďarsku, dnes Burgenland, Leithagebirge) byl dvorní kamenický mistr a renesanční sochař. Patřil do italsko-švýcarské rodiny umělců Tencallů, kteří se živili jako kameníci, sochaři, malíři, štukatéři, architekti a stavitelé.

## Život a dílo
V novém kamenolomu u Leithaberg se od roku 1550 uplatňovali přicházející italsko-švýcarští kameníci. Přicházeli na pozvání císaře Maximiliána II. Habsburského, který poblíž Vídně, v Simmeringu budoval velkolepý palác. Byla to plánovaná významná renesanční stavba nazvaná „Villa suburbana“, první toho druhu severně od Alp, adekvátně stavěná pro císaře Svaté říše římské německého národa. Bratr Bernhard Tencalla zemřel ještě jako chlapec v roce 1575, když pracoval jako učeň s mistrem Pietrem Antoniem Solari. Opat kláštera Heiligenkreuz posvětil 1584 kamenolom pro kameníka a sochaře Solariho.

## Zámek Rohrau
Novostavba 1599-1605. Kamenický mistr v císařském kamenolomu u Leithaberg Antonius Tencalla účtuje za práce na zámku Rohrau, dveřní a okenní rámy, stupně točitého schodiště do nového paláce, římsu na altán a dále pět kamenných hlav nad okna a kamenný pranýř pro městys Rohrau, Kamenné díly na vstupní bránu i s římsou, a také kámen na čerpací studnu uvnitř zámku. Za veleváženého barona Karla z Harrachu (1570–1628) zaplatil pěstoun Hans Rößler 261 zlatých a 21 krejcarů.

## Konflikt opata s mistry kamenickými
Společně s mistrem Giacomo Murato odepřeli se podřídit opatovi kláštera Heiligenkreuz z důvodu podřízenosti Jeho císařské Výsosti. Uváděli název „kamenolom u Leithaberg Jeho císařského majestátu“. Z toho vzešla korespondence z roku 1607 mezi císařem Rudolfem II. Habsburským (1552–1612), jako zástupcem Dolnorakouské vlády a opatem kláštera Heiligenkreuz Paulem Schönebrenerem.

## Císařská listina z 1614
V roce 1609 bylo dosaženo dohody, podle které bylo místo komorou přiřčeno z důvodu vznešenosti klášteru Heiligenkreuz. Nový císař Matyáš to potvrdil listinou z roku 1614.